# Émile Étienne Guimet

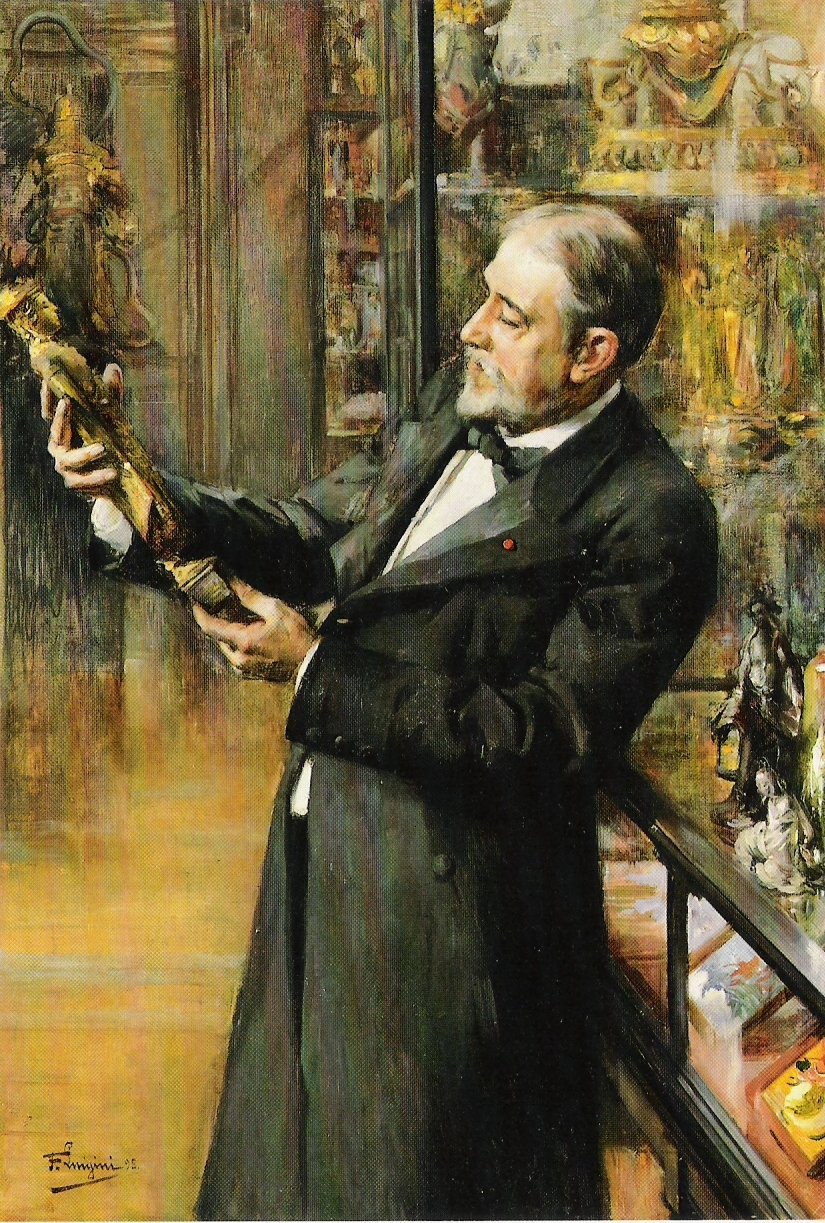
Émile Guimet in zijn museum, door Ferdinand Jean Luigini, 1898

Émile Étienne Guimet (26 juni 1836 - 12 augustus 1918) was een Frans industrieel, reiziger en kunstkenner (connaisseur). Hij schreef boeken en componeerde een opera. Hij was gehuwd met Marthe Guimet.
Hij werd in Lyon geboren en volgde zijn vader op als directeur van diens 'kunstmatige ultramarijn' fabriek. Hij stichtte ook het Musée Guimet,dat eerst in 1879 gevestigd was in Lyon en toen aan de staat overhandigd werd en verhuisd naar Parijs in 1885.
Een toegewijd reiziger, kreeg hij in 1876 van de minister opdracht de religies in het Verre Oosten te bestuderen en het museum herbergt objecten van deze expeditie, waaronder een fijnzinnige verzameling Japans en Chinees porselein en veel voorwerpen, die niet alleen met de religies van het Oosten, maar ook met die van het Oude Egypte, Oude Griekenland en Oude Rome te maken hebben.
Mata Hari (artiestennaam van Margaretha Geertruida Zelle, geboren in Leeuwarden) maakte met haar danses hindoues of Javaanse dansen, zogenaamd geheime tempelrituelen, 's avonds haar debuut in de bibliotheek van het museum (13 maart 1905). Guimet hielp haar aan decoratie en attributen voor haar dansen. 
Er werden vaker in het museum spirituele avonden georganiseerd. Tijdens de Belle époque was er veel belangstelling voor spiritualiteit en het Verre Oosten. 'De spirituele avonden in Musée Guimet pasten in de naweeën van de Romantiek, toen in het westen toenemende interesse ontstond voor oosterse beschavingen en filosofieën. (..) Guimet wilde aan de hand van de collectie naar mogelijke verbanden zoeken tussen álle goden en geloven van de mensheid.'
Guimet schreef Lettres sur l'Algerie (1877) en Promenades japonaises (1880), en ook enige muzikale composities, waaronder een Grand opéra, Tai-Tsoung (1894). 
Te zijner ere werd in 2017 de Émile Guimet Prijs voor Aziatische Literatuur in het leven geroepen.